# Mehmed II Giray
Mehmed ou Mohammed II Giray Semîn (i.e. le « gros ») est un khan de Crimée ayant régné de 1577 à 1584.

## Origine
Mohammed II, fils aîné de Devlet Ier Giray, est désigné par ce dernier comme héritier. Pour complaire aux clans tatars, il choisit d'abord comme qalgha (i.e. héritier présomptif) son frère Adil Giray.

## Règne
Le nouveau khan, maladif et handicapé par son obésité, ne possède pas l'énergie de son père ; son qalgha complote contre lui avec son autre frère, Alp Giray, et il doit de plus faire face à l'indiscipline de son propre fils, Murad. Malgré ses difficultés domestiques, Mohammed II a l'ambition de maintenir la position de son père en défendant sa semi-indépendance vis-à-vis de la Sublime Porte.
C'est dans ce contexte qu'en 1578, convoqué à rejoindre l'expédition ottomane contre les Perses au Caucase, il met à la tête de l'armée tatare son qalgha Adil Giray, le fils de ce dernier, le futur Ghazi II Giray, et son fils préféré, Saadet. Les Ottomans sont vaincus par les Iraniens ; Adil et Ghazi sont faits prisonniers et seul Saadet réussit à s'échapper. Adil, interné en Iran, est exécuté peu après.
Après la disparition d'Adil, Mohammed II viole délibérément la « coutume mongole » en nommant qalgha son propre fils Saadet, au lieu de son second frère Alp Giray. Sous la pression de la noblesse, il se ravise et nomme Alp Giray qalgha, mais crée la nouvelle fonction de nûreddîn (second du qalgha, en fait vice-dauphin) pour son fils Saadet. La Sublime Porte accepte de valider cette innovation, source future d'innombrable conflits dans la famille Giray.
En 1582, Mohammed II est invité une nouvelle fois à rejoindre comme vassal l'armée ottomane, et il refuse de nouveau. Le gouverneur de Derbent, Özedemir oglu Osman Pacha, prend alors la décision, de son propre chef, de destituer Mohammed II et de le remplacer par son frère Alp Giray, l'ex-héritier. Le gouvernement ottoman hésite à sanctionner cette initiative mais Özedemir et son nouveau khan sont assiégés dans la forteresse ottomane de Kefe (mars 1584). Afin d'exploiter au mieux cette situation, la Sublime Porte invoque alors le respect strict de la « tradition mongole », qu'elle accuse Mohammed II d'avoir violée, et nomme un khan à sa dévotion en la personne de son frère puiné, Islam II Giray, ancien dervish melevî du couvent de Konya qui « avait pris les goûts, le parler et les habitudes des Ottomans ». Ce choix impliquait la volonté des Ottomans de rendre effectif le protectorat sur le khanat de Crimée.
Mohammed II Giray cherche à s'enfuir vers Perekop mais il est rejoint et étranglé avec l'un de ses fils en mai 1584 sur l'ordre de son frère Alp Giray.

## Postérité

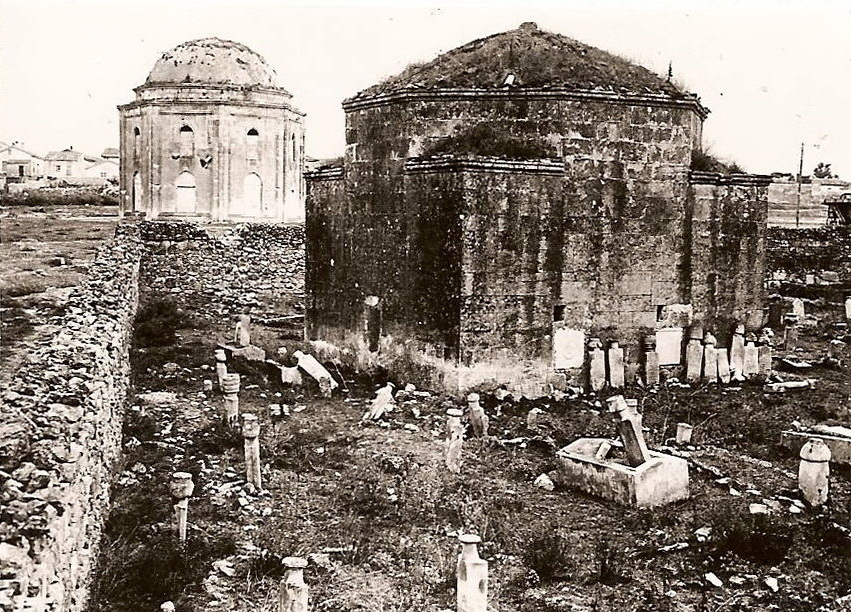
Mausolées de Ahmed bey et Mehmed II à Bakhtchyssaraï.

- Saadet II Giray, nûreddîn de son père ;
- Murad Giray, qui se réfugie à Moscou en 1586 où il devient izgoj et agent des Russes dans leur politique d'implantation dans le Caucase avant d'être empoissonné à Astrakhan en 1591, sans doute sur ordre de son cousin Ghazi II Giray ;
- Safâ Giray, réfugié chez les Russes qui le nomment izgoj au Caucase. Il refuse de devenir leur exécutant et rentre en Crimée en 1588 où il devient le nûreddîn de son cousin Ghazi II Giray.